# Ivica Senzen
Ivica Senzen (* 4. Mai 1951 in Sisak, SFR Jugoslawien) ist ein ehemaliger jugoslawischer Fußballspieler.
Ivica Senzen spielte in seiner Jugend im Fußballverein seiner Geburtsstadt Metalac Sisak. 1970 wechselte er nach Dinamo Zagreb. Bei Zagreb blieb er neun Jahre und spielte durchgängig in der ersten Liga. 1979 wechselte er nach Deutschland zu TSV 1860 München. Bei den Münchnern spielte Senzen in der Bundesliga. In seiner zweiten Saison, stieg er mit dem TSV aus der ersten Liga ab. In der zweiten Liga spielte Senzen, unter anderem mit Rudi Völler zusammen, im Sturm. Der angestrebte sportliche Wiederaufstieg misslang. Aufgrund anwachsender finanzieller Schwierigkeiten entzog der deutsche Fußball-Bund den Münchnern die Lizenz für die 2. Liga. Viele Spieler verließen daraufhin die Münchner, auch Senzen wechselte den Verein. Im Sommer 1982 wechselte er zum österreichischen Team von SK Austria Klagenfurt in die österreichische Bundesliga. Bei den Österreichern blieb er bis 1986 unter Vertrag. Bis zu seinem Karriereende spielte Senzen in Jugoslawien bei Inter Zaprešić und NK Radnik Velika Gorica.